# Halina Gordon-Półtorak
Halina Gordon-Półtorak (ur. 8 lutego 1954) – polska łyżwiarka figurowa, startująca w parach tanecznych. Uczestniczka mistrzostw Europy oraz mistrzyni Polski (1977). Po zakończeniu kariery sportowej, działaczka łyżwiarska na arenie polskiej i międzynarodowej oraz wieloletnia komentator zawodów łyżwiarskich w Telewizji Polskiej.
W 1981 roku została sędzią międzynarodowym Międzynarodowej Unii Łyżwiarskiej (ISU), zaś w 2010 roku przewodniczącą Komisji Technicznej ISU w konkurencji par tanecznych. W 2016 roku otrzymała reelekcję na to stanowisko. Od 28 grudnia 2001 roku zasiadała w Zarządzie Polskiego Związku Łyżwiarstwa Figurowego (PZŁF).

## Osiągnięcia

### Z Jackiem Tascherem
| Zawody             | 77–78          | 78–79          |                |                |                |                |                |                |                |                |                |                |                |                |                |                |                |
| Międzynarodowe     | Międzynarodowe | Międzynarodowe | Międzynarodowe | Międzynarodowe | Międzynarodowe | Międzynarodowe | Międzynarodowe | Międzynarodowe | Międzynarodowe | Międzynarodowe | Międzynarodowe | Międzynarodowe | Międzynarodowe | Międzynarodowe | Międzynarodowe | Międzynarodowe | Międzynarodowe |
| ------------------ | -------------- | -------------- | -------------- | -------------- | -------------- | -------------- | -------------- | -------------- | -------------- | -------------- | -------------- | -------------- | -------------- | -------------- | -------------- | -------------- | -------------- |
| Mistrzostwa Europy | 12             | 12             |                |                |                |                |                |                |                |                |                |                |                |                |                |                |                |
| Krajowe            |                |                |                |                |                |                |                |                |                |                |                |                |                |                |                |                |                |
| Mistrzostwa Polski | 2              | 2              |                |                |                |                |                |                |                |                |                |                |                |                |                |                |                |

### Z Tadeuszem Górą
| Zawody             | 76–77          |                |                |                |                |                |                |                |                |                |                |                |                |                |                |                |                |
| Międzynarodowe     | Międzynarodowe | Międzynarodowe | Międzynarodowe | Międzynarodowe | Międzynarodowe | Międzynarodowe | Międzynarodowe | Międzynarodowe | Międzynarodowe | Międzynarodowe | Międzynarodowe | Międzynarodowe | Międzynarodowe | Międzynarodowe | Międzynarodowe | Międzynarodowe | Międzynarodowe |
| ------------------ | -------------- | -------------- | -------------- | -------------- | -------------- | -------------- | -------------- | -------------- | -------------- | -------------- | -------------- | -------------- | -------------- | -------------- | -------------- | -------------- | -------------- |
| Mistrzostwa Europy | 10             |                |                |                |                |                |                |                |                |                |                |                |                |                |                |                |                |
| Krajowe            |                |                |                |                |                |                |                |                |                |                |                |                |                |                |                |                |                |
| Mistrzostwa Polski | 1              |                |                |                |                |                |                |                |                |                |                |                |                |                |                |                |                |

### Z Wojciechem Bańkowskim
| Mistrzostwa świata   | 14 |   | 14 |
| Prize of Moscow News |    | 5 |    |